# Seznam predsednikov Združenih držav Amerike, umrlih na položaju

Od ustanovitve Združenih držav Amerike leta 1789 je 46 oseb opravljalo funkcijo predsednika države. Od teh jih je osem umrlo na predsedniškem položaju. Štirje so bili umorjeni, štirje pa so umrli zaradi naravnih razlogov. V vsakem od teh primerov je podpredsednik nasledil predsedovanje. To prakso trenutno ureja prvi odsek petindvajsetega člena ustave Združenih držav Amerike, ratificiranega leta 1967, ki določa, da "podpredsednik postane predsednik", če je predsednik odstranjen s funkcije, umre ali odstopi:            
V primeru razrešitve predsednika s funkcije ali njegove smrti, odstopa ali nezmožnosti opravljanja pooblastil in dolžnosti omenjenega urada, se isto funkcijo prenese na podpredsednika,...
Prvi dosedanji ameriški predsednik, ki je umrl na položaju, je bil William Henry Harrison, ki je umrl 4. aprila 1841, le mesec dni po njegovi izvolitvi. Umrl je zaradi zapletov zaradi zdravstvenih težav, za katere je takrat veljalo, da je pljučnica. Drugi ameriški predsednik, ki je umrl na položaju, Zachary Taylor, je umrl 9. julija 1850 zaradi akutnega gastroenteritisa. Abraham Lincoln je bil prvi ameriški predsednik, ki je bil umorjen. John Wilkes Booth je bil ustreljen v noči na 14. april 1865, naslednje jutro pa je umrl. Šestnajst let pozneje, 2. julija 1881, je Charles J. Guiteau ustrelil Jamesa A. Garfielda, ki je preživel več kot dva meseca, preden je umrl 19. septembra 1881.
Novembra 1900 je bil ponovno izvoljen za drugega mandata, William McKinley pa je umrl osem dni po tem, ko ga je Leon Czolgosz ustrelil 6. septembra 1901. Nato je Warren G. Harding doživel srčni napad in umrl 2. avgusta 1923. 12. aprila 1945 je Franklin D. Roosevelt (ki je bil pred kratkim izvoljen za svoj četrti mandat) padel v nezavest in umrl zaradi možganske krvavitve. Najnovejši ameriški predsednik, ki je umrl na položaju, je bil John F. Kennedy, ki ga je Lee Harvey Oswald ubil v atentatu 22. novembra 1963 v Dallasu v Teksasu.

## 1841: William Henry Harrison
26. marca 1841 je William Henry Harrison zbolel za prehladom, potem ko ga je ujel hud naliv. Njegovi simptomi so se v naslednjih dveh dneh postopoma poslabšali, takrat pa je bila za njegovo zdravljenje poklicana ekipa zdravnikov. Ko so diognasticirali pljučnico desnega spodnjega režnja, so mu na telo namestili segrete priseske in preprečevali vrsto krvavitev, da bi domnevno preprečili širjenje bolezni. Ko ti postopki niso prinesli izboljšanja, so ga zdravniki zdravili z ipecacom, ricinusovim oljem, kalomelom in na koncu s kuhano mešanico surove nafte in kače Virginije. Vse to je Harrisonovo zdravje le še poslabšalo. 

Sprva ni bilo nobene uradne objave o Harrisonovi bolezni, ki je, dlje ko je ostal zunaj pogleda javnosti, spodbudila ugibanja in zaskrbljenost javnosti. Konec meseca se je pred Belo hišo zbralo veliko množic, medtem ko so čakale na novice o predsednikovem stanju. 4. aprila 1841 zvečer, devet dni potem, ko je zbolel, in natanko mesec dni po izvolitvi za predsednika, je Harrison umrl; bil je prvi ameriški predsednik, ki je umrl na položaju. Njegove zadnje besede so bile namenjene zdravniku, čeprav naj bi bile namenjene podpredsedniku Johnu Tylerju: 
Gospod, želim vam, da razumete resnična načela vlade. Želim jim, da jih izvedejo. Nič več ne sprašujem. 
Po predsednikovi smrti se je začelo 30-dnevno žalovanje. Potekale so različne javne slovesnosti po vzoru evropskih pogrebnih praks. 7. aprila je bil v vzhodni sobi Bele hiše pogrebni obred samo s povabilom, nato pa so Harrisonovo truplo v krsti premestili na kongresno pokopališče v Washingtonu, kjer so jo postavili v začasni sprejemni trezor.
Tega junija so Harrisonovo truplo z vlakom in rečno barko prepeljali v North Bend v Ohiu. Potem, 7. julija 1841, je bil deveti predsednik države pokopan v družinski grobnici na vrhu gore Nebo, s pogledom na reko Ohio, kjer zdaj stoji državni spomenik William Henry Harrison Tomb.
Harrisonova smrt je sprožila kratko ustavno krizo glede nasledstva predsednika, saj ameriška ustava ni bila jasna, ali naj podpredsednik John Tyler prevzame funkcijo predsednika ali zgolj opravlja naloge prostega urada. Tyler je zahteval ustavno pooblastilo za izvajanje vseh pooblastil in dolžnosti predsedstva ter prevzel predsedniško prisego, s čimer je predstavljal pomemben precedens za urejen prenos predsedniške oblasti, ko predsednik zapusti funkcijo znotraj mandata.
Po naključju so vsi predsedniki, razen enega, ki je kasneje umrl na položaju, tako kot Harrison zmagali na predsedniških volitvah v letu, ki se je končalo z ničlo (1840 do 1960). Ta vzorec tragedij je postal znan kot Prekletstvo Tippecanoeja ali Prekletstvo Tecumseha, ime vodje Shawneeja, proti kateremu se je Harrison boril v bitki pri Tippecanoeju leta 1811. Včasih se imenuje tudi legenda ničelnega faktorja, vzorec pa je zmotil Ronald Reagan, ki je leta 1981 (69 dni po izvolitvi) preživel poskus atentata in opravil dva polna predsedniška mandata.

## 1850: Zachary Taylor
Znano je, da je Zachary Taylor 4. julija 1850 po obisku proslave dneva državnosti in polaganju temeljnega spomenika Washingtonu zaužil obilno količino ledene vode, hladnega mleka, zelenih jabolk in češenj. Istega večera je hudo zbolel za neznano prebavno boleznijo. Zdravniki za njegovo zdravljenje uporabljali priljubljena zdravila tistega časa. Zjutraj, 9. julija, je predsednik svojo ženo Margaret prosil, naj ne žaluje, rekoč:
Vedno sem opravljal svojo dolžnost, pripravljen sem umreti. Edino obžalujem prijatelje, ki jih pustim za seboj. 
Taylor je umrl pozno zvečer okoli 22:35, pet dni po tem, ko je zbolel. Sodobna poročila navajajo vzrok smrti žolčno drisko ali žolčno kolero. Nasledil ga je podpredsednik Millard Fillmore.
Taylorjev pogreb je bil 13. julija, podobno kot Harrisonov devet let prej, je bil prvo ogled njegovega trupla v krsti v vzhodni sobi Bele hiše. Potem se je po pogrebni poti zbralo približno 100.000 ljudi do kongresnega pokopališča, kjer je bila njegova krsta začasno postavljena v javni trezor; oktobra so ga prepeljali v Louisville v Kentuckyju. 1. novembra 1850 je bil Taylor pokopan v družinskem pokopališču na posestvu Taylor v Springfieldu - zdaj nacionalnem pokopališču Zachary Taylor.
Skoraj takoj po njegovi smrti so začele krožiti govorice, da so Taylorja zastrupili južnjaki, ki so zagovarjali suženjstvo, različne teorije zarote pa so se ohranile do poznega 20. stoletja. Vzrok Taylorjeve smrti je bil dokončno ugotovljen leta 1991, ko so njegove posmrtne ostanke identificirali in obdukcijo opravil glavni zdravnik v Kentuckyju. Nadaljnja analiza aktivacije nevtronov, izvedena v nacionalnem laboratoriju Oak Ridge, ni pokazala nobenih dokazov o zastrupitvi, saj so bile ravni arzena prenizke. Analiza je pokazala, da je Taylor zbolel za kolero morbus ali akutnim gastroenteritisom, saj je imel Washington odprto kanalizacijo, njegova hrana ali pijača pa sta bila morda kontaminirana.

## 1865: Abraham Lincoln
Umor Abrahama Lincolna se je zgodil na veliki petek, 14. aprila 1865, ko se je državljanska vojna bližala koncu. Naslednji dan je predsednik Lincolna umrl. Do atentata je prišlo štiri dni po tem, ko sta se general Robert E. Lee in vojska Severne Virginije po bitki pri Appomattoxu predala generalu Ulyssesu S. Grantu in vojski Potomaca. Lincoln je bil prvi ameriški predsednik, ki ga je ubil morilec. (Prvi ameriški predsednik, ki se je soočil z morebitnim morilcem, je bil Andrew Jackson 30 let prej, januarja 1835).
Atentat na predsednika Lincolna je načrtoval in izvedel znani odrski igralec John Wilkes Booth, simpatizer Konfederacije, ki je ostro obsodil Lincolna in odločno nasprotoval odpravi suženjstva v ZDA. Booth in skupina zarotnikov sta prvotno načrtovala ugrabitev Lincolna, kasneje pa sta ga nameravala ubiti, podpredsednika Andrewa Johnsona in državnega sekretarja Williama H. Sewarda, da bi pomagala pri konfederaciji. Johnsonov potencialni morilec George Atzerodt ni izpolnil svojega dela načrta, Johnson pa je nasledil Lincolna kot predsednika, Lewisu Powellu pa je uspelo le poškodovati Sewarda.
Lincolna so med gledanjem predstave Naš ameriški bratranec z ženo Mary Todd Lincoln v Fordovem gledališču v Washingtonu okrog 22:15 v noči na 14. april 1865 ustrelili enkrat v zatilje. Vojaški kirurg, ki je bil slučajno pri Fordu, zdravnik Charles Leale, je Lincolnovo rano ocenil kot smrtno nevarno. Nezavestnega predsednika so nato pripeljali čez cesto od gledališča do Petersenove hiše, kjer je ostal v komi osem ur, preden je naslednje jutro ob 7:22 uri 15. aprila umrl.
V dveh tednih po iskanju Lincolnovih morilcev sta bila 26. aprila 1865 Booth in David Herold ujeta v tobačnem skednju v Port Conwayju v Virginiji. Medtem ko se je Herold predal, je Booth ustrelil varnostnika Bostona Corbetta. 
Po predsednikovi smrti je potekal tritedenski niz uradnih funkcij. V vzhodni sobi Bele hiše je bila postavljena krsta z njegovim truplom, ki je bila za javnost odprta 18. aprila. Naslednji dan je potekal pogreb, nato pa so krsto v procesiji prepeljali po aveniji Pennsylvanije do prestolnice Združenih držav Amerike, kjer je bil nato slavnostni pogreb. Potem, ko je krsta ležala v hiši ameriškega kongresa, so truplo Lincolna z vlakom prepeljali v Springfield v Illinoisu za pokop. Pokopan je bil 4. maja 1865 na pokopališču Oak Ridge v Springfieldu - zdaj na državnem zgodovinskem mestu Lincoln Tomb.

## 1881: James Abraham Garfield
Umor Jamesa A. Garfielda se je zgodil v Washingtonu, DC, 2. julija 1881. Garfielda je ustrelil Charles J. Guiteau ob 9:30, manj kot štiri mesece po njegovi izvolitvi. Umrl je 11. tednov pozneje, 19. septembra 1881; Na mestu predsednika ga je nasledil podpredsednik Chester A. Arthur. Garfield naj bi 2. julija 1881 zapustil Washington in odšel na poletne počitnice. Na ta dan je Guiteau čakal predsednika na železniški postaji Baltimore in Potomac, na jugozahodnem vogalu današnje Šeste ulice in Avenue Avenue NW, Washington, DC.
Predsednik Garfield je prispel na postajo Sixth Street na poti v svojo palačo, Williams College, kjer naj bi imel govor. Garfielda sta spremljala dva njegova sinova, James in Harry ter državni sekretar James G. Blaine. Vojni sekretar Robert Todd Lincoln je čakal na postaji, da je predsednika odpeljal. Garfield ni imel svojega spremljevalca ali varnostnih podrobnosti; z izjemo Abrahama Lincolna med državljansko vojno, prvi ameriški predsedniki nikoli niso uporabljali spremljevalcev.  
Ko je predsednik Garfield vstopil v čakalnico na postaji, je Guiteau stopil naprej in v ozadju potegnil pištolo in nameril vanj."Moj bog, kaj je to?" je zavpil Garfield in dvignil roke v zrak. Guiteau je nato streljal nanj in Garfield je padel v nezavest. En metek je Garfieldu poškodoval ramo; drugi ga je zadel v hrbet, mimo prvega ledvenega vretenca, a mu je prebil hrbtenjačo, preden se je ustavila za trebušno slinavko.
Garfielda, zavestnega, a šokiranega, so odpeljali v nadstropje železniške postaje. En metek je ostal v njegovem telesu, vendar ga zdravniki niso mogli najti. Mlada Jim Garfield in James Blaine sta ob tem jokala. Robert Todd Lincoln, globoko vznemirjen in razmišljajoč o očetovi smrti, je rekel: "Koliko ur žalosti sem preživel v tem mestu."
Garfielda so odpeljali nazaj v Belo hišo. Čeprav so mu zdravniki rekli, da ne bo preživel noči, je predsednik ostal pri zavesti in bil pozoren na svoje zdravje. Naslednje jutro so bili njegovi vitalni znaki dobri in zdravniki so začeli upati na okrevanje. Začelo se je dolgo bdenje, pri katerem so Garfieldovi zdravniki izdajali redne biltene, ki jih je ameriška javnost pozorno spremljala poleti 1881. Njegovo stanje je bilo normalno. Vročine so se pojavljale in izginjale. Garfield se je trudil izogibati jesti trdno hrano in večino poletja jedel malo, in to le tekočine.
Garfield je bil redni obiskovalec obalnega mesta Long Branch v New Jerseyju, enega najpomembnejših počitniških krajev v državi do prve svetovne vojne, južno od Longoria Brancha v upanju, da mu bo svež zrak na plaži pomagal pri okrevanju. Ko so slišali, da predsednika pripeljejo v njihovo mesto, so lokalni prebivalci v manj kot 24 urah zgradili več kot pol milje tirov, kar je omogočilo, da Garfielda pripeljejo neposredno do vrat koče Franklyn ob morju, namesto da bi ga premaknili s kočijo z lokalne železniške postaje Elberon. Vendar je Garfield umrl 12 dni kasneje. Granitni označevalec na ulici Garfield Road označuje nekdanje mesto koče, ki je bilo porušeno leta 1950. Skozi petmesečno dramo so zaskrbljeni Američani po vsej državi obveščeni o dogajanju v medijih. Založnica ilustriranega časopisa Franka Leslieja, Miriam Leslie, je še posebej hitro objavila popolnoma ilustrirane pripovedi o ključnih trenutkih, od Garfieldovega streljanja do obdukcijo njegovega trupla.
Chester Arthur je bil v svojem domu v New Yorku v noči na 19. september, ko je prišla vest, da je Garfield umrl. Ko je prvič prejel novico, je Arthur rekel: "Upam - ljubi Bog, upam, da je to napaka." Toda kmalu zatem je prišla potrditev po telegramu. Podpredsednik Arthur je prevzel predsedniško funkcijo, ki jo je vodil sodnik vrhovnega sodišča v New Yorku, nato pa odšel v Long Branch, da bi se mu poklonil, preden je odpotoval v Washington. Garfieldovo truplo so odpeljali v Washington, kjer je dva dni ležalo v hiši ameriškega kongresa, nato pa so ga odpeljali v Cleveland, kjer je bil pogreb 26. septembra.
Ko so bile pozneje na hitro zgrajene steze do koče v Franklynu, je igralec Oliver Byron kupil lesene kravate in jih v spomin na predsednika zgradil v lokalno mizarsko hišo William Presley. Rdeče -bela (prvotno rdeča, bela in modra) "Garfieldova čajna hiša" še vedno stoji nekaj ulic stran od koče na območju zgodovinskega muzeja Long Branch, nekdanje škofovske cerkve. Cerkev ima vzdevek "Cerkev predsednikov", saj so jo poleg Garfielda obiskovali tudi predsedniki Chester A. Arthur, Ulysses S. Grant, Benjamin Harrison, Rutherford Hayes, William McKinley in Woodrow Wilson. 

## 1901: William McKinley
William McKinley je bil ubit 6. septembra 1901 v domu glasbe na podlagi vseameriške razstave v Buffalu v New Yorku. McKinley se je rokoval z javnostjo, ko ga je ustrelil poljsko-ameriški anarhist Leon Czolgosz. Predsednik je osem dni pozneje, 14. septembra, umrl zaradi gangrene, ki so jo povzročili streli. 
McKinley je bil izvoljen za drugi predsedniški mandat leta 1900. Užival je v srečanju z javnostjo in ni hotel sprejeti varnosti, ki je bila na voljo njegovi pisarni. Predsednikov sekretar George B. Cortelyou se je bal, da bo med obiskom templja glasbe prišlo do poskusa atentata, zato je obisk na urniku dvakrat premestil. McKinley je obisk na urniku vsakič popravil.
Czolgosz je med gospodarsko paniko leta 1893 izgubil službo in se obrnil na anarhizem, politično filozofijo, katere privrženci so prej ubijali tuje voditelje. Glede McKinleyja kot simbola zatiranja je Czolgosz menil, da je njegova dolžnost kot anarhista, da ga ubije. Ker se Czolgosz pri prejšnjem predsedniškem obisku ni mogel približati McKinleyju, je Czolgosz dvakrat ustrelil McKinleyja, ko je predsednik segel v roko za sprejem pri templju. En metek je zgrešil McKinleyja; drugi ga je zadel in vstopil v trebuh, tega pa nikoli niso našli. 
McKinleyu se je sprva zdelo, da okreva, a se je 13. septembra njegovo zdravje obrnilo na slabše, saj se je iz njegovih ran razvila gangrena in je zgodaj naslednje jutro umrl. Nasledil ga je podpredsednik Theodore Roosevelt. Theodore Roosevelt je odšel v newyorško regijo Adirondack, ko ga je tekač našel, da bi sporočil novice. Po umoru McKinleyja, zaradi katerega je bil Czolgosz obsojen na smrtno kazen in bil usmrčen na električnem stolu, je kongres Združenih držav sprejel zakonodajo, s katero je tajno službo uradno zadolžil za zaščito predsednika.

## 1923: Warren G. Harding
Warren Gamaliel Harding je umrl zaradi nenadnega srčnega infarkta v svojem hotelskem apartmaju med obiskom San Francisca okoli 19:35, 2. avgusta 1923. Njegova smrt je hitro pripeljala do teorij, da je bil zastrupljen ali da je storil samomor. Govorice o zastrupitvi je deloma spodbudila knjiga zasebne detektivke in nekdanje članice skupine Ohio Gang Gaston Means z naslovom Čudna smrt predsednika Hardinga, ki je predlagala, da je prva dama Florence Harding zastrupila svojega moža, potem ko je izvedela za njegovo nezvestobo. Zavrnitev gospe Harding, da dovoli obdukcijo predsednika Hardinga, je le še povečala ugibanja. Po mnenju zdravnikov, ki so obiskovali predsednika Hardinga, pa so simptomi v dneh pred njegovo smrtjo kazali na kongestivno srčno popuščanje. Hardingov biograf Samuel H. Adams je zaključil, da je "Warren G. Harding umrl zaradi naravne smrti, ki je v vsakem primeru ni bilo mogoče dolgo preprečiti."
Takoj po smrti predsednika Hardinga se je gospa Harding vrnila v Washington DC in kratek čas ostala v Beli hiši z novim predsednikom Calvinom Coolidgeom in prvo damo. Mesec dni pozneje je nekdanja prva dama Harding zbrala in uničila korespondenco predsednika Hardinga ter uradne in neuradne dokumente. Po vrnitvi v Marion, Ohio, je gospa Harding najela številne tajnice, ki so zbirale in sežigale osebne papirje predsednika Hardinga. Po besedah gospe Harding je s temi ukrepi zaščitila moževo zapuščino. Preostale dokumente je hranilo in javno ohranilo Harding Memorial Association v Marionu.

## 1945: Franklin Delano Roosevelt
29. marca 1945 se je Franklin D. Roosevelt odpravil v Malo belo hišo v Warm Springsu v Gruziji, da bi počival pred pričakovanim nastopom na ustanovni konferenci Združenih narodov konec aprila v San Franciscu. 12. aprila ob 13:00 uri je Roosevelt rekel: "Strašno me boli glava."; kar so bile njegove zadnje besede. Nato je na stolu padel v nezavest, takoj zatem pa so ga odnesli v spalnico. Predsednik ni prišel k zavesti. Prisotni kardiolog predsednika dr. Howard Bruenn je diagnosticiral masivno možgansko krvavitev (možgansko kap). Ob 15:35 uri tega dne je Roosevelt umrl. Kasneje je Allen Drury rekel: "Tako se je končala ena doba in tako se je začela druga." Po Rooseveltovi smrti je uvodnik v The New York Timesu izjavil: "Moški bodo hvaležni Bogu na kolenih čez sto let, ko je bil Franklin D. Roosevelt v Beli hiši." 
V poznejših letih v Beli hiši, ko je bil Roosevelt vse bolj preobremenjen, se je njegova hči Anna Roosevelt Boettiger preselila k očetu v družbo in podporo. Anna se je tudi dogovorila, da se bo njen oče srečal s svojo nekdanjo ljubico, Lucy Mercer Rutherfurd. Tesna prijateljica Roosevelta in Mercerja, ki je bila prisotna, Elizabeth Shoumatoff, je odhitela Mercerja, da bi se izognila negativnemu obveščanju javnosti in posledicam nezvestobe. Ko je Eleanor slišala za moževo smrt, se je soočila tudi z novico, da je Anna to srečanje organizirala z Mercerjem in da je bila Mercer s Franklinom, ko je umrl.
Zjutraj, 13. aprila, so Rooseveltovo truplo položili v krsto z ameriško zastavo in ga naložili na predsedniški vlak. Po pogrebni službi v Beli hiši 14. aprila so Rooseveltovo truplo v krsti z vlakom prepeljali nazaj v Hyde Park, ki so ga varovali štirje vojaki, po en iz vojske, mornarice, marincev in obalne straže. Po njegovi želji je bil Roosevelt 15. aprila pokopan v Rose Gardenu na posestvu Springwood, družinski grobnici v Hyde Parku 15. aprila. Eleanor je umrla novembra 1962 in je bila pokopana poleg njega.
Rooseveltova smrt je po ZDA in po vsem svetu povzročila šok in žalost. Njegovo poslabšanje zdravja ni bilo znano širši javnosti. Roosevelt je bil predsednik več kot 12 let, dlje kot katera koli druga oseba, in je državo skozi nekatere največje krize vodil do bližajočega se poraza nacistične Nemčije in na vidiku poraza Japonske. 
Manj kot mesec dni po njegovi smrti, 8. maja, se je vojna v Evropi končala. Predsednik Harry S. Truman, ki je tistega dne dopolnil 61 let, je dan zmage v Evropi in njena praznovanja posvetil Rooseveltovemu spominu, za preostalo 30-dnevno žalovanje pa je ohranil na pol viseče zastave po ZDA. Pri tem je Truman dejal, da je njegova edina želja, da bi Franklin D. Roosevelt to dočakal in da bi bil priča temu dnevu."

## 1963: John Fitzgerald Kennedy
Najnovejši ameriški predsednik, ki je umrl na položaju, je John F. Kennedy, ki je bil umorjen 22. novembra 1963 v Dallasu v Teksasu. Usodno ga je ustrelil Lee Harvey Oswald, ki je ob 12:30 iz okna šestega nadstropja teksaške šolske knjižice izstrelil tri strele, ko je predsedniška povorka vozila skozi Dealey Plaza. S predsednikom sta se v vozilu vozila tudi prva dama Jackie Kennedy, guverner Teksasa John Connally in Connallyjeva žena Nellie; V napadu je bil hudo poškodovan tudi guverner Connally. Povorka je odhitela v spominsko bolnišnico Parkland, kjer je Kennedy 30 minut po streljanju zaradi močne krvavitve glave, ki je bila posledica strela, umrl; Connaly si je s časoma opomogel od poškodb.
Podpredsednik Lyndon B. Johnson, ki se je vozil za Kennedyjevo limuzino, je po Kennedyjevi smrti postal predsednik ZDA. Predsedniško prisego je dal na letalu Air Force One, ki je čakalo na vzletno-pristajalni stezi na Dallas Love Field. Oswalda je policija popoldne aretirala, po zakonu zvezne države Texas pa je bil obtožen umora predsednika Kennedyja, pa tudi Dallaškega policista J. D. Tippita, ki je bil kmalu po atentatu prav tako ustreljen. Dva dni kasneje, 24. novembra 1963, ko so televizijske kamere v živo spremljale Oswaldov prestop iz mestnega zapora v okrožni zapor, je Oswalda v kleti Dallaškega policijskega štaba usodno ustrelil lastnik Dallaškega nočnega kluba, Jack Ruby, Oswald pa je dve uri pozneje umrl. Ruby je bil obsojen na smrtno kazen zaradi Oswaldovega umora, čeprav je bila njegova obsodba kasneje v pritožbi razveljavljena, Ruby pa je leta 1967 umrl v priporu, medtem ko je čakal na novo sojenje. 
Leta 1964 je Warrenova komisija po 10-mesečni preiskavi atentata ugotovila, da je predsednika Kennedyja ubil Lee Harvey Oswald in da je Oswald pri tem ravnal povsem sam. Zaključeno je tudi, da je Jack Ruby ravnal sam, ko je v policijskem priporu ubil Oswalda. Kljub temu so ugibanja o tem, kaj se je v resnici zgodilo 22. novembra 1963 v Dallasu, v naslednjih desetletjih zajela javno domišljijo. Ankete, izvedene od leta 1966 do 2004, so pokazale, da kar 80 odstotkov Američanov sumi, da je prišlo do kriminalne zarote ali prikrivanja. Številne knjige, filmi, televizijske oddaje in spletna mesta so podrobno preučili atentat, napredovale pa so številne teorije zarote. Stranke, kot so CIA, mafija, kubanska in sovjetska vlada, skupaj s Kennedyjevim naslednikom Lyndonom Johnsonom so bile identificirane kot osumljene. V članku, objavljenem pred 50. obletnico Kennedyjevega atentata, avtor Vincent Bugliosi ocenjuje, da je bilo v teorijah zarote, ki izpodbijajo teorijo "osamljenega strelca", obtoženih skupaj 42 skupin, 82 morilcev in še 214 drugih ljudi.